# Wilhelminakerk (1954, Den Haag)
De in 1954 gebouwde Wilhelminakerk in Den Haag was de tweede Wilhelminakerk in die stad.
De kerk situeerde zich op de hoek van de Juliana van Stolberglaan en de Louise Henriëttestraat. Er kwam in 1956 een 1-klaviersorgel en in 1968 een groter orgel van de fa. H J Vierdag. De kerk werd aangekocht door Bouw- en Aannemingsbedrijf Teerenstra BV, die op de plaats van de kerk 56 woningen en een parkeergarage bouwde, nadat hij in 1998 gesloopt was.
Een kleurige glaswand uit de Wilhelminakerk werd behouden en in 1962 in de Christus Triumfatorkerk geplaatst.